# 1981年フランス大統領選挙
1981年フランス大統領選挙は、フランス共和国の国家元首である大統領を選出するために行われた選挙で、1981年4月26日と5月10日に投票が行われた。

## 概要
大統領の任期7年が満了したことに伴って実施された選挙である。5月10日に行われた決選投票の結果、社会党第1書記のフランソワ・ミッテランがジスカール・デスタンを破って当選した。この結果、1958年にシャルル・ドゴール将軍によって発足した第五共和政の下でジョルジュ・ポンピドゥー、ジスカール・デスタンと3代にわたって続いた保守政権にピリオドが打たれることとなった。

## 基礎データ
- 大統領任期：7年
- 再選制限：無し
- 選挙方法：2回投票制

1. 第1回投票において有効投票の過半数を得た候補がいた場合は、その候補が当選。いない場合は上位2候補が2週間後に行われる決選投票に進む。
2. 決選投票は第1回投票における上位2候補で争われ、最多得票を得た候補が当選。

- 第1回投票日：1981年4月26日
- 第2回投票日：1981年5月10日

## 候補者
大統領選挙に立候補したのは以下の10名である。前回選挙で共産党は社会党と共にミッテラン候補を擁立したが、78年に社共共闘が破綻したことで今回、独自候補を擁立した。
| 候補者                   | 候補者                  | 党派                 | 備考      |
| フランス語               | 読み                    | 党派                 | 備考      |
| ------------------------ | ----------------------- | -------------------- | --------- |
| Valéry Giscard d'Estaing | ジスカール・デスタン    | フランス民主連合 UDF | 大統領    |
| François Mitterrand      | フランソワ・ミッテラン  | 社会党 PS            | 党第1書記 |
| Jacques Chirac           | ジャック・シラク        | 共和国連合 RPR       | パリ市長  |
| Georges Marchais         | ジョルジュ・マルシェ    | フランス共産党 PCF   | 党書記長  |
| Brice Lalonde            | ブリス・ラロンド        | エコロジスト         |           |
| Arlette Laguiller        | アルレット・ラギエ      | 労働者の闘争 LO      |           |
| Michel Crépeau           | ミシェル・クレボウ      | 左翼急進運動 MRG     |           |
| Michel Debré             | ミシェル・ドブレ        | 共和国連合系         | 元首相    |
| Marie-France Garaud      | マリーフランス ギャラド | 共和国連合系         |           |
| Huguette Bouchardeau     | ユゲット ブシャドウ     | 統一社会党 PSU       |           |

## 選挙結果
|              | 第1回投票 （4月26日） | 決選投票 （5月10日） |
| ------------ | --------------------- | -------------------- |
| 登録有権者数 | 36,398,859            | 36,398,762           |
| 投票者数     | 29,516,082            | 31,249,552           |
| 投票率       | 81.09%                | 85.85%               |
| 無効票       | 477,965               | 898,984              |
| 有効票       | 29,038,117            | 30,350,568           |

| 候補者名                 | 候補者名                | 党派                 | 第1回投票  | 第1回投票 | 決選投票   | 決選投票 | 当落 |
| フランス語               | 読み                    | 党派                 | 得票数     | 得票率    | 得票数     | 得票率   | 当落 |
| ------------------------ | ----------------------- | -------------------- | ---------- | --------- | ---------- | -------- | ---- |
| Valéry Giscard d'Estaing | ジスカールデスタン      | フランス民主連合 UDF | 8,222,432  | 28.32%    | 14,642,306 | 48.34%   |      |
| François Mitterrand      | フランソワ・ミッテラン  | 社会党 PS            | 7,505,960  | 25.85%    | 15,708,262 | 51.76%   | 当選 |
| Jacques Chirac           | ジャック・シラク        | 共和国連合 RPR       | 5,225,848  | 18.00%    |            |          |      |
| Georges Marchais         | ジョルジュ・マルシェ    | フランス共産党 PCF   | 4,456,922  | 15.35%    |            |          |      |
| Brice Lalonde            | ブリス・ラロンド        | エコロジスト         | 1,126,254  | 3.88%     |            |          |      |
| Arlette Laguiller        | アルレット・ラギエ      | 労働者の闘争 LO      | 668,057    | 2.30%     |            |          |      |
| Michel Crépeau           | ミシェル・クレボウ      | 左翼急進運動 MRG     | 642,847    | 2.21%     |            |          |      |
| Michel Debré             | ミシェル・ドブレ        | 共和国連合系         | 481,821    | 1.66%     |            |          |      |
| Marie-France Garaud      | マリーフランス ギャラド | 共和国連合系         | 386,623    | 1.33%     |            |          |      |
| Huguette Bouchardeau     | ユゲット ブシャドウ     | 統一社会党 PSU       | 321,353    | 1.11%     |            |          |      |
|                          |                         |                      | 29,038,117 |           | 30,350,568 |          |      |

出典：Élection présidentielle 1981（2011年9月18日閲覧）
4月26日に行われた第1回投票では、ジスカールデスタン候補が得票率28.32％で首位に立ち、ミッテラン候補は25.85％で2位、シラク候補が18％、共産党のマルシェ書記長が15.33％と続いた。このためジスカールデスタン候補とミッテラン候補が当初の予想通り決選投票に進出し、5月10日の決選投票においてミッテラン候補がおよそ100万票余りの差をつけて当選を果たした。
ミッテラン候補の勝因としては、ジスカールデスタン大統領のスキャンダル（中央アフリカのボカサ1世から大量のダイヤモンドを送られていた事件、大統領側近が内相時代にドゴール派の有力議員の暗殺計画を事前に察知していたにもかかわらず黙殺した事件）、インフレ対策と失業対策の失敗で国民から強い反発を受けていたことなどが挙げられる。また共産党候補の得票はこれまで20％台を維持してきたが、1979年のソ連軍によるアフガン侵攻に対して支持を表明するなど親ソ路線を強めたことに対する反発が影響し、本選挙では15％台に落ち込んだ。
大統領選挙に勝利したミッテランは5月21日、正式に大統領に就任した。そしてピエール・モーロワを首相に任命し、翌日、モーロワ内閣が発足した。新内閣の発足に続く、5月23日には国民議会が解散され、6月14日と21日にそれぞれ第1回投票と決選投票が行われた（→1981年フランス議会総選挙）。